# Mama (serie televisiva)
Mama è una serie televisiva statunitense in 172 episodi trasmessi per la prima volta nel corso di 8 stagioni dal 1949 al 1957. 
È una delle prime sitcom ad essere prodotte alla televisione americana. La storia descrive le vicende della famiglia Hansen, immigrati norvegesi nella San Francisco degli anni dieci del Novecento. La serie è basata sul romanzo Mama's Bank Account di Kathryn Forbes, che fu adattato per il teatro di Broadway nel 1944 da John Van Druten e quindi per il cinema per la regia di George Stevens (Mamma ti ricordo, 1948). Nella popolarissima versione televisiva la famiglia è composto dai genitori (Peggy Wood e Judson Laire) e tre figli, non quattro (un fratello e una sorella maggiori, già giovani adulti, Dick Van Patten e Rosemary Rice, con la piccola Robin Morgan). Rispetto a precedenti serie televisive per famiglie, dove i figli erano o neonati (Christopher William Stearns in Mary Kay and Johnny) o almeno già adolescenti (Lanny Rees in The Life of Riley o Arlene McQuade in The Goldbergs), per la prima volta viene dato ampio spazio anche ad una giovane attrice bambina. Da questo momento in poi diverrà comune nelle sitcom familiari la presenza di figli di età molto diversa ed aumenterà il peso specifico dato agli attori bambini, ora considerati un ingrediente essenziale al loro successo. 
A 8 anni Robin Morgan fu con Arlene McQuade (The Goldbergs, 1949-56) e Judy Nugent (The Ruggles, 1949-52) una delle prime attrici bambine ad essere impiegate nel cast principale di una sitcom alla televisione americana. Proveniente dalla radio, dove aveva condotto per anni un proprio show, interpreterà la parte della figlia minore degli Hansen per 7 anni e 147 episodi, dal 1949 al 1956. Nella vita reale, l'attrice dovrà lottare contro i voleri della propria madre per lasciare il mondo dello spettacolo e studiare ed affermarsi come scrittrice, poetessa e quindi leader del movimento femminista a livello internazionale.
La serie fu da subito popolarissima. Ricevette due nomination agli Emmy Awards, nel 1951 per il programma e nel 1956 per la protagonista Peggy Wood. Quando nel 1956 CBS decise che fosse giunto il momento di cancellare la serie, le proteste del pubblico furono tali che un'altra stagione dovette essere aggiunta, con lo stesso cast ad eccezione di Robin Morgan che, ritiratasi per dedicarsi ai suoi studi, fu sostituita da Toni Campbell.
Nel 1985 il Museum of Broadcasting di New York dedicò una retrospettiva alla serie e un convegno con la partecipazione del regista e dei tre attori che aveva impersonato i figli degli Hansen, Rosemary Rice (Katrin), Dick Van Patten (Nels) e Robin Morgan (Dagmar).

## Trama
Mama Hansen e Papa Hansen, giunti dalla Norvegia, vivono agli inizi del Novecento a San Francisco con i loro tre figli, Nels, Katrin e Dagmar. Come tutte le famiglie di immigrati devono affrontare i mille problemi di inserimento nella nuova società per realizzare i loro sogni di felicità e prosperità.

## Produzione
La serie fu prodotta negli Stati Uniti da CBS nello Studio 41 locato a New York sopra la sala d'attesa del Grand Central Terminal.

## Distribuzione
La serie fu trasmessa dal vivo negli Stati Uniti dalla CBS dal 1 luglio 1949 al 17 marzo 1957.